# Niko Čeko
Niko Čeko est un footballeur international croate né le 13 février 1969.

## Sélections
- 2 sélections et 0 but avec la  Croatie en 1992.